# イタリアの医療

イタリアの地方行政区画

イタリアの医療（イタリアのいりょう、英語:Healthcare in Italy、イタリア語: sanità in Italia）では、単一支払者制度（国民保健サービス）によるユニバーサルヘルスケアが実現されている。中央政府の保健省は医療制度やケアの提供基準を定めるのみであり、現場のサービス提供は21ある地方行政区画の責務である。

## 保健状態

OECD各国の一人あたり保健支出（青は公的、赤は私的）

2000年のWHO調査において、イタリアの医療制度はフランスに次いで世界第2位と評された。
2014年のOECD調査では、イタリアの医療制度はアウトカム、品質、効率性において全体的に卓越していると評価している。市民の平均寿命は2014年には82.3歳であり、これはOECD諸国で5番目に長い。一人あたり医療費は3,027米ドルほどであり、良好な健康状態を安価なコストで達成しているとOECDは評価している（近隣諸国のドイツは$4,670、フランスは$4,121、オーストリーは$4,593）。プライマリヘルスケアも良好であり、回避可能な入院率もOECD中で最小である。
課題としては行政区画ごとのサービス品質差があり、これは行政区画ごとのGDP差は2倍、また失業率の差は4倍であることが背景となっている。OECDは行政区画を横断した品質管理・改善アプローチをすすめることを提案している。

## 歴史

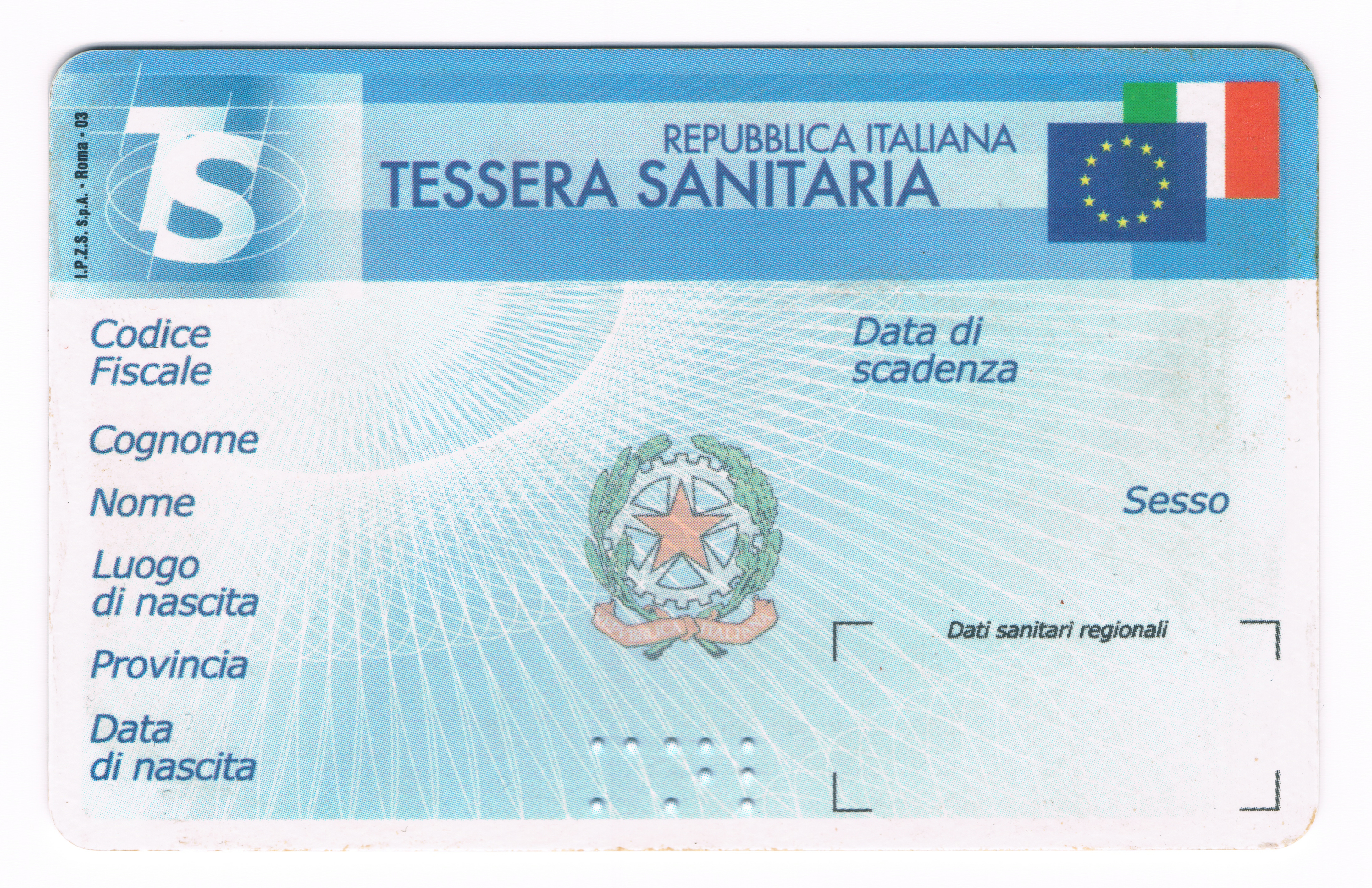
イタリアのSSNカード

第二次大戦後のイタリアでは社会保障制度の再構築がなされ、それは傷病基金（健保組合）による社会保険システムが採用されていた。
しかし保険制度は1970年代には平等性問題に直面し、傷病基金によって傷病カバー範囲が異なること、また人口の7％が保険未加入という事態となった。さらに1970年半ばには、傷病基金はほぼ破産状態となった。民衆の既存医療制度への不満は日に日に積もり、イタリアの政治家らは構造改革を迫られることになった。
そのため政府は1978年にSSN（Servizio Sanitario Nazionale、国民保健サービス）法を制定し、イタリア版国民保健サービスモデルを採用し、税金を原資とする単一支払者制度制度に移行した。
しかし近年では、各地方での保健予算において財政難に直面しており、10地方にて財政再建計画が進行中、8地方においては策定作業中となっている。

## 国民保健サービス
| 財源                                          | 億ユーロ |
| --------------------------------------------- | -------- |
| IIRAP（州生産活動税） ／IRPEF（州個人所得税） | 399      |
| 付加価値税                                    | 530      |
| 中央政府からの移転                            | 40       |
| その他                                        | 158      |
| 計                                            | 1,126    |

イタリアの医療は公営・私営の混合制度である。公的医療は国民保健サービス（Servizio Sanitario Nazionale、通称SSN）によって提供され、保健省と地方自治体が所管し、すべての市民および滞在者に提供されている。財源はすべて税で賄われる。
公的医療は家庭医（GP: イタリア語ではmedico di baseもしくはmedico di famiglia）制度でありSSNにより割り当てられ、医師一人あたり最大1500人の患者を受け持ち、医師は週に少なくとも5日は診療を行う。医師費用は全額SSNより支払われる。担当医師が不満なときは受け持ち数が空いている医師に無料で変更できる。
処方薬は医師が必要とした場合のみ処方される。GPによる処方の場合、その多くは一部時補助金が受けられ、自己負担額は薬の種類と患者の所得によって変わる（多くの自治体では貧困者には無料）。OTC薬は全額が自己負担となる。処方薬もOTC薬も、専門店(farmacia)でしか購入することはできない。イタリア医療私費負担のうち36%が薬剤費である（1982年）。
専門医療や健康診断は、公的病院や民間施設が提供しており、GPの指示によるものであれば一部負担で済み（GP受診なき健康診断は$40）、貧困者は無料である。待ち時間は大規模公的病院では大抵数か月以上であり、民間施設の場合は数週間以上となる。ここで患者は自由診療を選択することもでき、公的病院と民間病院の両方で行っており、支払いは全額自己負担となる。待ち時間はこのほうが少ない。
外科手術と入院医療については、公的病院でも民間施設でも収入に関わらず誰もが無料となる。また、外国人でも無料となる（滞在許可証やコーディチェ・フィスカーレを持たない観光客も含む）。しかし外科手術の待ち時間は、とくに大都市では数か月以上となることが多い。

## 救急医療
イタリアの救急搬送サービスは、慈善団体および民間企業によって提供されており、医師・看護師が二次救命処置を施す。救急電話番号は118である。ファーストエイドはすべての公的病院で受けられる。緊急性のある医療については誰もが無料となるが、緊急性がない場合自己負担が生じる（$35ほど）。

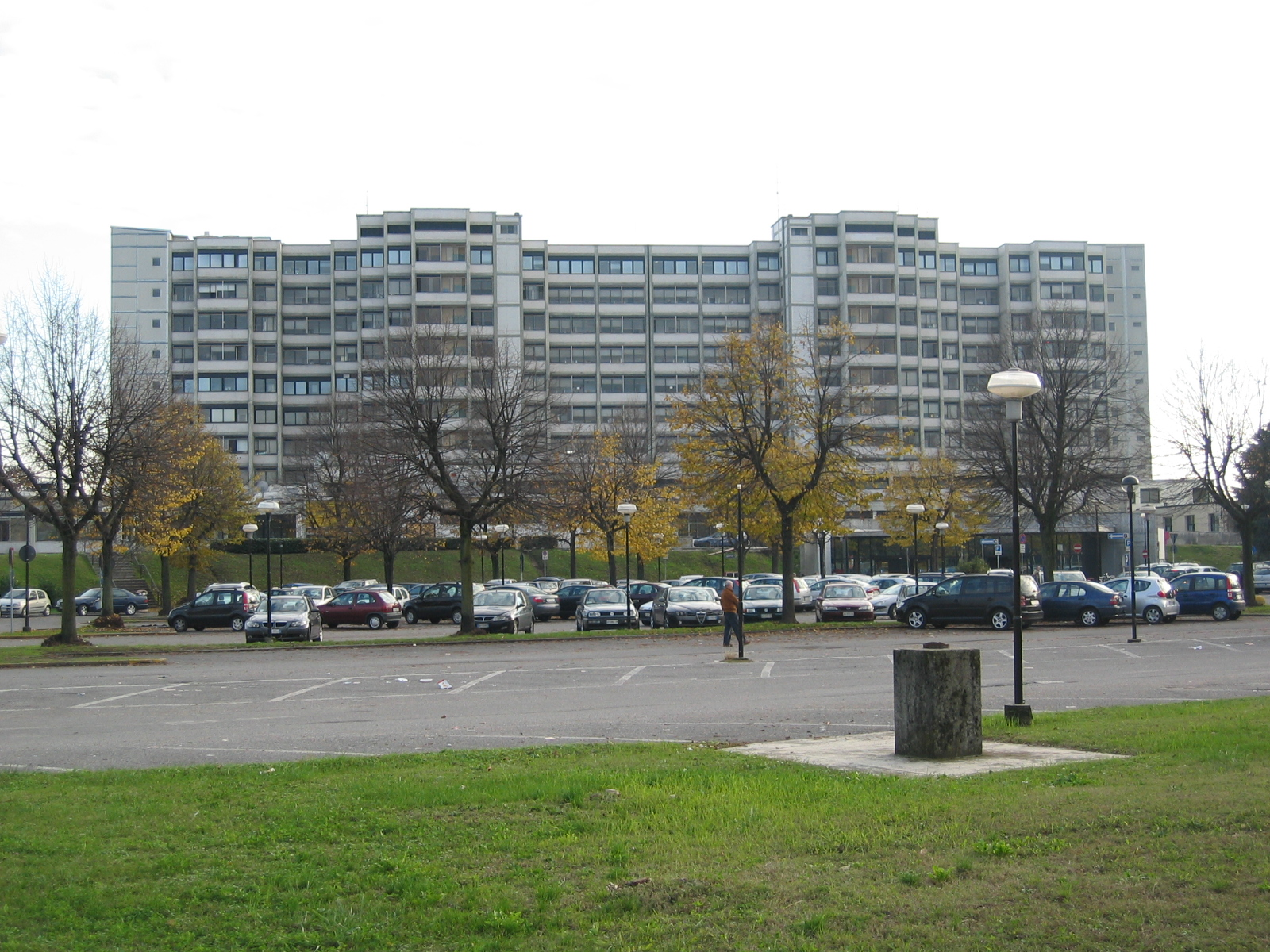
ロンバルディア州トレヴィーリオの現代的病院
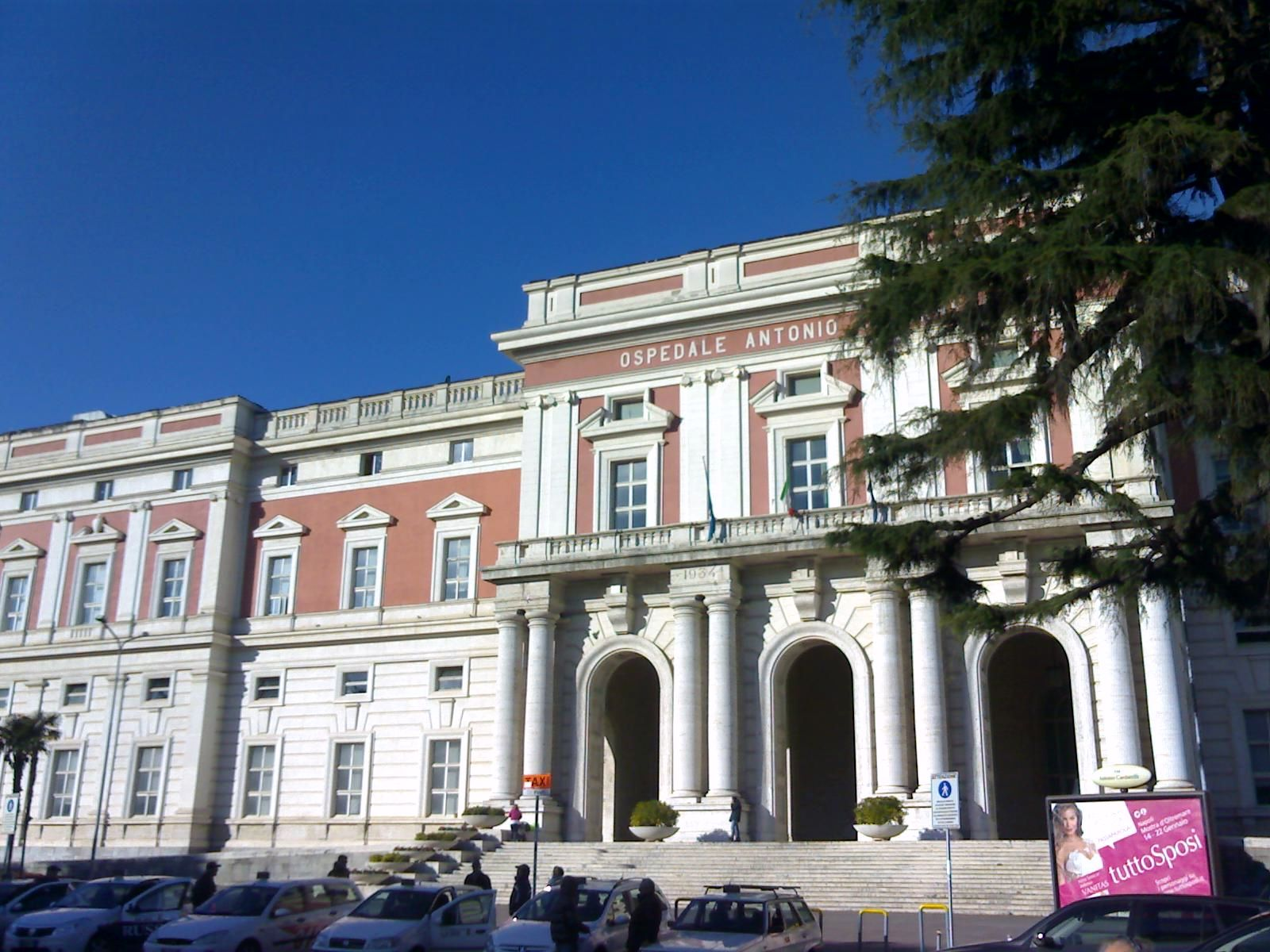
ナポリ市のAntonio Cardarelli病院（南イタリアで最大）